# Leandro Remondini
Leandro Remondini (* 17. November 1917 in Verona; † 9. Januar 1979 in Mailand) war ein italienischer Fußballspieler und -trainer. Er nahm mit der Nationalmannschaft seines Landes an der Fußball-Weltmeisterschaft 1950 teil.

## Karriere

### Verein
Remondini begann seine Karriere 1935 in der Serie B bei seinem Heimatverein Hellas Verona. Von dort wechselte er 1937 zum AC Mailand. Während des Zweiten Weltkriegs spielte er für den FC Modena, zu dem er 1946 über den FC Varese und den FBC Casale ASD zurückkehrte.
Von 1947 bis 1950 war er für Lazio Rom und in den folgenden Spielzeiten für die SSC Neapel sowie die US Lucchese Libertas aktiv. 1953 kehrte er zu Hellas Verona zurück, wo er zwei Jahre später seine Spielerkarriere beendete.
Anschließend arbeitete Remondini als Trainer bei verschiedenen türkischen und italienischen Vereinen, darunter die beiden Istanbuler Klubs Beşiktaş und Galatasaray, wobei seine Engagements selten über eine Spielzeit hinausgingen. Von Mai 1958 bis Mai 1959 war er Nationaltrainer der türkischen Nationalmannschaft. In Italien trainierte er hauptsächlich Vereine in der Serie B und Serie C. Seine Anstellung bei der US Palermo in der Saison 1961/62 war Remondinis einzige Spielzeit als Trainer in der Serie A. Bereits nach dem fünften Spieltag wurde er durch den Argentinier Oscar Montez ersetzt, kehrte aber am 27. Spieltag zurück und führte den Klub zum Klassenerhalt.

### Nationalmannschaft
Der Abwehrspieler wurde von Nationaltrainer Ferruccio Novo in das italienische Aufgebot für die Fußball-Weltmeisterschaft 1950 berufen. Dort bestritt er im zweiten Gruppenspiel gegen Paraguay sein einziges Länderspiel. Italien schied als Tabellenzweiter nach der Vorrunde aus dem Turnier aus.